# Józef Gieysztor

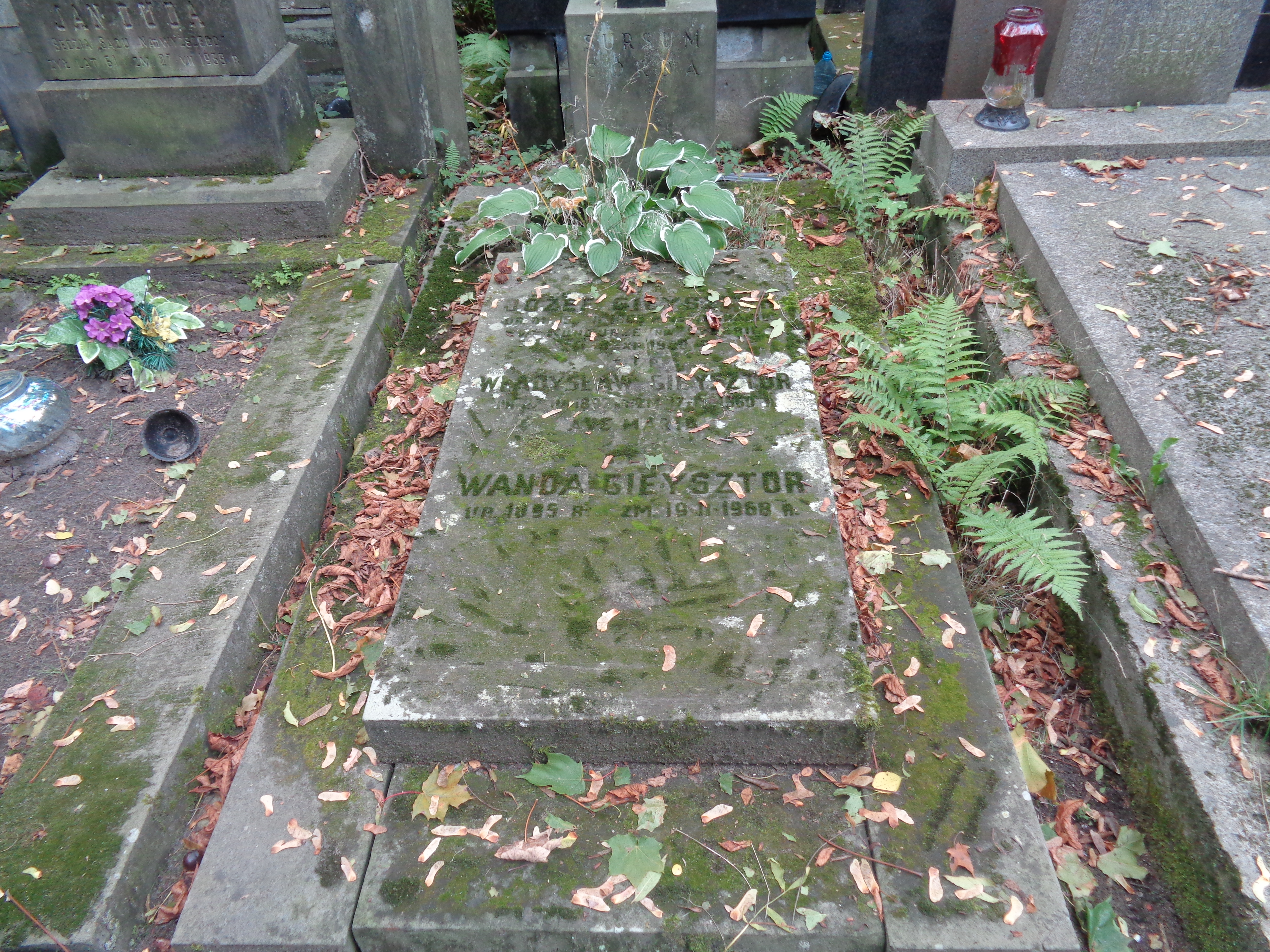
Grób Józefa Michała Gieysztora na cmentarzu Powązkowskim

Józef Michał Gieysztor (ur. 15 lutego 1865 w Kungurze na Syberii, zm. 8 listopada 1958 w Warszawie) – polski ekonomista i przyrodnik, profesor Wyższej Szkoły Handlowej w Warszawie i docent Politechniki Warszawskiej. Ekspert z zakresu kolejnictwa.

## Życiorys
Urodził się w rodzinie Emila i Jadwigi z domu Szukszty. Studiował w Warszawie i Petersburgu. W 1903 roku na polecenie Zarządu Towarzystwa Kolei Wschodniochińskiej przybył do Mandżurii, podejmując badania nad znaczeniem ekonomicznym tej krainy oraz wschodniej Mongolii. W 1904 roku ukazało się w Warszawie na łamach pisma Naokoło Świata sprawozdanie Gieysztora pt. Na Dalekim Wschodzie, będące pierwszą polską relacją dotyczącą Harbina. Rok później w Petersburgu ukazał się raport Gieysztora w języku rosyjskim Badania ekonomiczne obszarów kolei Wschodnio-Chińskiej. W latach 1913–1916 z polecenia Zarządu Kolei Wschodniochińskiej odbył dwie podróże do Japonii, Korei i Chin, celem zawarcia z rządami tych krajów umów o bezpośrednim połączeniu z kolejami Wschodniochińską i Transsyberyjską.
W roku 1931 w Warszawie nakładem Komitetu Wydawniczego Podręczników Akademickich ukazała się praca Gieysztora Eksploatacja handlowa kolei żelaznych. Był encyklopedystą. Został wymieniony w gronie edytorów trzytomowej Podręcznej encyklopedii handlowej wydanej w 1931 w Poznaniu .
Był ekspertem kolejnictwa na konferencjach pokojowych w Paryżu i Rydze, konferencji ekonomicznej w Portorose, Genui i Genewie, kongresach kolejnictwa w Rzymie i Londynie.
Zmarł w Warszawie. Został pochowany na cmentarzu Powązkowskim w Warszawie (kwatera 72-3-5).
Materiały archiwalne Józefa Gieysztora znajdują się w PAN Archiwum w Warszawie pod sygnaturą III-62.

## Ordery i odznaczenia
- Krzyż Oficerski Orderu Odrodzenia Polski (28 kwietnia 1926)[8]
- Krzyż Komandorski Orderu Gwiazdy Rumunii (Rumunia)
- Złote Promienie ze Wstęgą Orderu Wschodzącego Słońca (Japonia)

## Życie prywatne
1 czerwca 1891 roku ożenił się z Marią Rudzką (1868–1935). Mieli czworo dzieci: Władysława (1892–1960), Jadwigę, późniejszą Pawłowicz (1893–1957), Karola (1895–1911) i Mariana (1901–1961).